# Словачка Совјетска Република
Словачка Совјетска Република (словен. Slovenská republika rád, мађ. Szlovák Tanácsköztársaság) је била краткотрајна социјалистичка република, која је постојала од 16. јуна до 7. јула 1919. године.

## Историја
Након завршетка Првог светског рата, новооснована Чехословачка анектирала је северне делове Угарске, у складу са одредбама Версајске мировне конференције.
У међувремену је 21. марта на већем подручју некадашње Угарске формирана Мађарска Совјетска Република. Вође републике нису подржавали комадање мађарске територије, па је средином јуна 1919. мађарска Црвена армија заузела већи део Словачке. На заузетој територији проглашена је, 16. јуна, Словачка Совјетска Република, а седиште владе било је у граду Прешову. За председника републике изабран је чешки новинар Антоњин Јанушек.
Република је потрајала све до здружене чехословачко–румунске офанзиве на Мађарску почетком јула 1919. године. Након тога, територија бивше совјетске републике припојена је Чехословачкој, а Мађарску су привремено окупирале румунске јединице.